# Sanofi

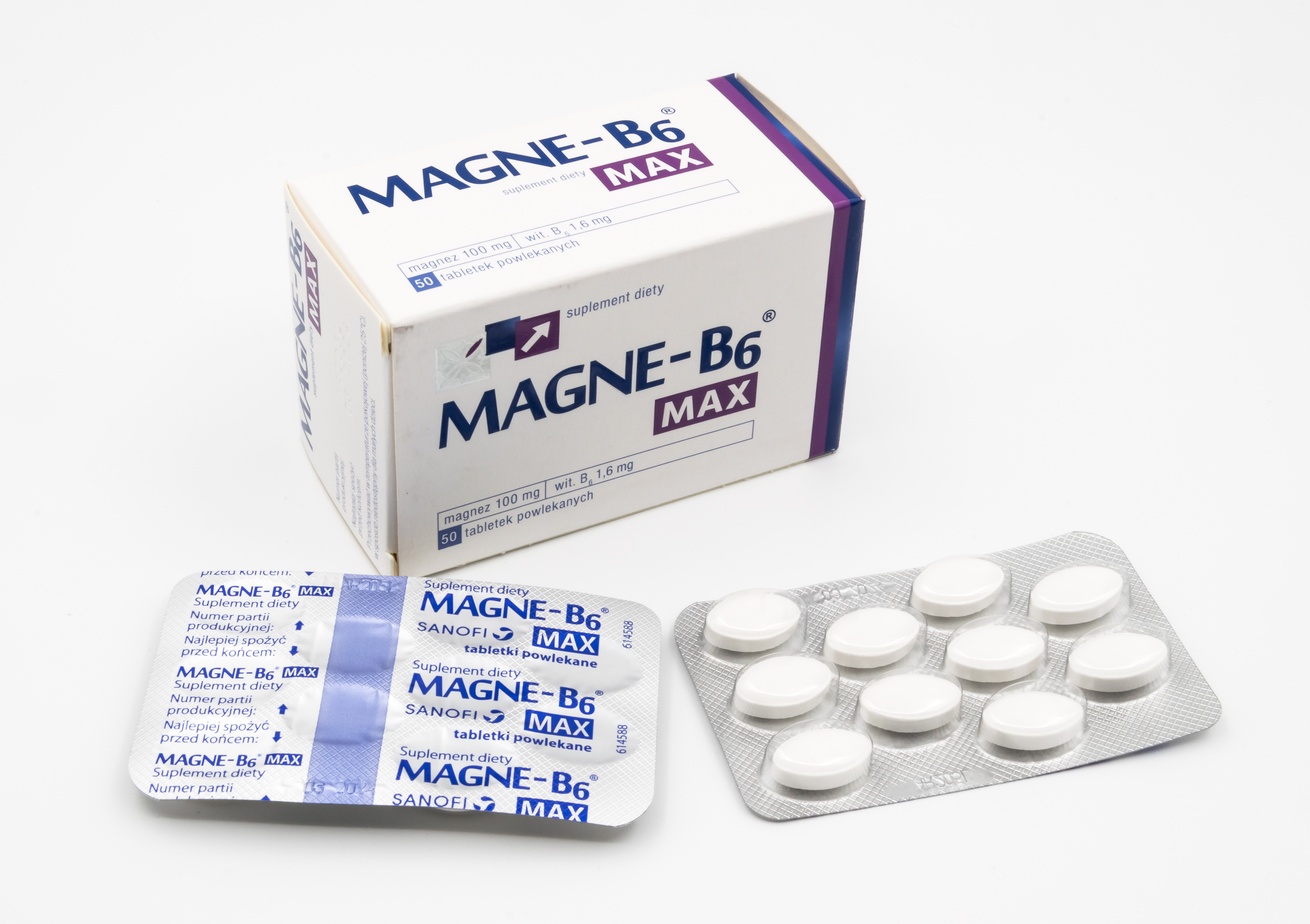
Magne-B6 Max produkowany przez Sanofi

Sanofi – przedsiębiorstwo biofarmaceutyczne z siedzibą w Paryżu, specjalizujące się w badaniach, rozwoju, produkcji i sprzedaży leków innowacyjnych, leków dojrzałych, szczepionek, leków bez recepty (OTC) oraz suplementów diety.
Główne obszary działalności przedsiębiorstwa to immunologia, choroby rzadkie, onkologia, neurologia, diabetologia, kardiologia, szczepionki.
Przedsiębiorstwo posiada 59 zakładów produkcyjnych. Jedna z fabryk Sanofi jest zlokalizowana w Rzeszowie. 
Akcje spółki są notowane na giełdach w Paryżu i Nowym Jorku.

## Działalność
Sanofi działa w ponad 90 krajach, zatrudniając ponad 90 tys. pracowników. Prezesem Zarządu Sanofi na świecie jest Paul Hudson.
W lutym 2022 r. firma zaprezentowała nową, ujednoliconą markę korporacyjną i nowe logo oraz ogłosiła, że dotychczasowe spółki firmy, w tym: Sanofi Pasteur i Sanofi Genzyme, zajmujące się odpowiednio szczepionkami i lekami wysokospecjalistycznymi, podobnie jak wszystkie inne przejęte przez firmę marki, od tej pory będą występować pod jedną nazwą – Sanofi.
Firma tworzy terapie oraz szczepionki. Oferuje specjalistyczne produkty lecznicze i usługi w takich obszarach terapeutycznych jak immunologia, choroby rzadkie, onkologia, neurologia, diabetologia, kardiologia, szczepionki. Portfolio Sanofi obejmuje: leki innowacyjne, leki dojrzałe, szczepionki, leki bez recepty i suplementy diety. 

### Badania i rozwój
W Sanofi działalność badawczo-rozwojowa (R&D) stanowi jeden z kluczowych obszarów i jest prowadzona w 21 centrach badawczych zlokalizowanych na trzech kontynentach. Realizowane w nich prace naukowe i odkrycia koncentrują się na stwardnieniu rozsianym, onkologii, chorobach rzadkich, chorobach kardio-metabolicznych, immunologii i szczepionkach. Rocznie na działalność badawczo-rozwojową firma przeznacza około 4 mld euro. Firma prowadzi program stypendialny na rzecz badań naukowych, adresowany do młodych lekarzy, badaczy i naukowców.
Firma prowadzi badania kliniczne w blisko 200 ośrodkach, również w Polsce, inwestując ponad 20 milionów złotych rocznie w prace badawczo-rozwojowe.

## Sanofi w Polsce
Od 1 grudnia 2021 r. nową prezes zarządu Sanofi w Polsce jest Agnieszka Grzybowska-Zalewska, która od 2013 r. pełni funkcję General Managera Sanofi Specialty Care w Polsce, oferującego terapie z obszaru chorób rzadkich, onkologii, immunologii i stwardnienia rozsianego.
Sanofi to jedna z największych firm farmaceutycznych działających na polskim rynku, zatrudniająca blisko 900 osób. Firma posiada w Polsce centrum dystrybucyjne w Błoniu oraz zakład produkcyjny w Rzeszowie. Co roku Sanofi produkuje w rzeszowskim zakładzie ponad 70 milionów produktów leczniczych, sprzedawanych w Polsce i eksportowanych do 23 krajów. W zakładzie produkuje w sumie 415 unikalnych wyrobów. Sanofi tabletki, tabletki powlekane oraz dwuwarstwowe, kapsułki, saszetki, kremy, emulsje, żele oraz płyny. Wśród nich znajdują się m.in. leki bez recepty oraz suplementy diety takie jak: No-Spa, Novanoc, Essentiale Forte czy Magne B6. W ostatnich pięciu latach firma zainwestowała ponad 50 mln złotych w rozwój zakładu. 
W dniu 2 kwietnia 2024 r. Grupa Sanofi w Polsce poinformowało o połączeniu spółek Sanofi-Aventis oraz Sanofi Pasteur, uprościło nazwę prawną oraz przeniosło się do nowego biura w celu optymalizacji działalności firmy i wprowadzenia nowoczesnych standardów pracy. Od 2 kwietnia br. firma działa pod nową, skróconą nazwą Sanofi sp. z o.o.
Główne obszary działalności firmy w Polsce to: leki innowacyjne, szczepionki, preparaty consumer healthcare CHC (leki bez recepty, suplementy diety).

### Działalność społeczna firmy
Firma działa na forum organizacji branżowych, włączając się w dialog na temat systemu ochrony zdrowia, realizując działania na rzecz podnoszenia standardów leczenia oraz opieki nad przewlekle chorymi, a także przyczynia się do budowania świadomości wśród pacjentów, ich rodzin i otoczenia poprzez wspieranie stowarzyszeń pacjenckich takich, jak:
- Polskie Towarzystko Chorób Atopowych (PTCA),
- Polskie Towarzystwo Stwardnienia Rozsianego,
- Unia Stowarzyszeń Chorych na Łuszczycę i ŁZS,
- Stowarzyszenie Pomocy Chorych na Mięsaki i Czerniaki Sarcoma,
- Fundacja Carita im. Wiesławy Adamiec,
- Fundacja Onkologiczna Nadzieja,
- Fundacja Onkologiczna Życie z Rakiem,
- Polskie Stowarzyszenie Diabetyków,
- Stowarzyszenie Rodzin z Chorobą Fabry’ego,
- Ruch Społeczny Polskie Amazonki,
- Towarzystwo Pomocy Dzieciom i Młodzieży z Cukrzycą,
- Stowarzyszenie Pomocy Diabetykom Junior,
- Polskie Stowarzyszenie Ludzi Cierpiących na Padaczkę,
- Krajowe Forum na Rzecz Terapii Chorób Rzadkich ORPHAN.

Sanofi jest twórcą pionierskiego w Polsce programu o nazwie Stacja ETZ – Enzymatyczna Terapia Zastępcza, przeznaczonego dla pacjentów z chorobami spichrzeniowymi. Stacja służy wszystkim pacjentom przyjmującym leczenie w formie wlewów, podawanych za pomocą kroplówki lub pompy infuzyjnej. Wśród nich są także osoby poddane chemioterapii oraz dotknięte chorobami rzadkimi.
Poprzez członkostwo w Związku Pracodawców Innowacyjnych Firm Farmaceutycznych INFARMA, firma promuje i popularyzuje dobre praktyki w ramach kodeksu etyki (w tym Kodeksu Przejrzystości), ochronę praw intelektualnych oraz rozwój innowacyjności w Polsce.
Sanofi realizuje politykę odpowiedzialnego biznesu i zrównoważonego rozwoju również w zakresie ochrony środowiska naturalnego. W tym celu firma zrealizowała między innymi:
- projekt Ochrona wód rzeki Wisłok – w przypadku wystąpienia ewentualnego pożaru wyeliminowane jest ryzyko degradacji wód rzeki Wisłok, do której odprowadzane są ścieki deszczowe i opadowe z terenu rzeszowskiego zakładu,
- wprowadzenie pełnej automatyzacji procesów mycia i suszenia maszyn produkcyjnych, w celu ograniczenia zużycia wody, detergentów i zrzucanych ścieków oraz z myślą o poprawie efektywności energetycznej,
- wprowadzenie samochodów służbowych przedstawicieli spełniających wymogi europejskiej etykiety energetycznej w skali B, których emisja jest mniejsza niż 132 g CO²/km.

Do dobrych praktyk stosowanych przez firmę w zakresie społecznej odpowiedzialności biznesu (CSR), należą m.in.:
- Program Sanofi KiDS (Kids and Diabetes in Schools). Celem programu jest wspieranie uczniów dotkniętych cukrzycą typu 1 w środowisku szkolnym, a także budowanie świadomości na temat zdrowego trybu życia, dzięki któremu można zapobiec zachorowaniu na cukrzycę typu 2. KiDS opiera się na założeniach opracowanych przez firmę Sanofi we współpracy z Międzynarodową Federacją Diabetologiczną (International Diabetes Federation, IDF) i Międzynarodowym Towarzystwem na rzecz Dzieci i Młodzieży z Cukrzycą (International Society for Pediatric and Adolescent Diabetes, ISPAD),
- Program Mentoringu i Cross Mentoringu[8].

Siedemnaście dobrych praktyk Sanofi w Polsce znalazło się w raporcie Forum Odpowiedzialnego Biznesu "Odpowiedzialny biznes w Polsce. Dobre Praktyki 2020" w obszarze m.in.: edukacji pacjentów i ich rodzin w Polsce, rozwoju pracowników, warsztatów i staży dla studentów, ochrony środowiskowej.

### Członkostwo w organizacjach branżowych
- Związek Pracodawców Innowacyjnych Firm Farmaceutycznych INFARMA – reprezentuje 29 działających w Polsce wiodących firm sektora farmaceutycznego, prowadzących działalność badawczo-rozwojową i produkujących leki innowacyjne, w tym biotechnologiczne. INFARMA jest członkiem European Federation of the Pharmaceutical Industries and Associations (EFPIA)
- Izba Gospodarcza Farmacja Polska – zrzesza firmy zajmujące się wytwarzaniem, importem, obrotem oraz dystrybucją produktami leczniczymi i wyrobami medycznymi
- Polski Związek Producentów Leków bez Recepty (PASMI) – jest organizacją zrzeszającą polskie i zagraniczne firmy farmaceutyczne produkujące leki dostępne bez recepty (OTC) oraz suplementy diety
- Francuska Izba Przemysłowo-Handlowa w Polsce (CCIFP) – skupia ponad 400 firm z kapitałem francuskim oraz polskim i jest jedną z najaktywniejszych izb bilateralnych w Polsce
- American Chamber of Commerce – organizacja skupiająca zagranicznych inwestorów zarówno z kapitałem amerykańskim, jak i zagranicznym, działających na polskim rynku
- Forum Odpowiedzialnego Biznesu - stowarzyszenie, organizacja typu think-and-do-tank zajmująca się koncepcją społecznej odpowiedzialności biznesu
- UN Global Compact - największa na świecie inicjatywa skupiająca zrównoważony biznes

### Nagrody otrzymane w Polsce
- Certyfikat Top  Employer: 2018, 2019, 2020, 2021 przyznany przez Top Employers Institute, który stanowi wyraz uznania za starania Sanofi na rzecz wypracowania rzetelnej i spójnej strategii zorientowanej na pracowników
- Nagroda Health Collaboration Award w konkursie organizowanym przez Europejską Federację Przemysłu i Stowarzyszeń Farmaceutycznych (EFPIA) dla inicjatywy „Kids and Diabetes in Schools” (KiDS) za najbardziej innowacyjny program w kategorii zapobiegania i budowania świadomości
- Biały Listek CSR Tygodnika Polityka 2014, 2018, 2019, 2020, 2021, wyróżnienie przyznawane w ramach VIII Zestawienia Listków CSR Polityki
- Srebrny Listek CSR 2012 – wyróżnienie przyznane przez magazyn Polityka za aktywne działania z zakresu społecznej odpowiedzialności biznesu
- Mentoring Award 2017 – nagroda przyznana przez Polskie Stowarzyszenie Mentoringu, za wdrożenie najlepszego programu mentoringowego w Polsce oraz propagowanie idei mentoringu
- Ranking Odpowiedzialnych Firm – 5. miejsce na poziomie kryształowym, który obejmował firmy skupione na doskonaleniu swoich relacji z interesariuszami. Ranking został stworzony przez Dziennik Gazetę Prawną, Deloitte i Forum Odpowiedzialnego Biznesu; jest jedynym zestawieniem firm działających w Polsce, ocenianych pod kątem jakości zarządzania społeczną odpowiedzialnością biznesu (CSR)[10]
- Polska Nagroda Innowacyjności – za wkład w rozwój farmacji oraz innowacyjne rozwiązania dla zdrowia i życia pacjentów. Wyróżnienie przyznawane jest przez Polską Agencję Przedsiębiorczości oraz „Forum Przedsiębiorczości”
- Certyfikat dla Zakładu Produkcji i Dystrybucji Leków w Rzeszowie przyznany przez Komisję Krajową NSZZ „Solidarność” Pracodawca Przyjazny Pracownikom 2012
- Wielki Edukator 2011 – tytuł honorowy przyznany przez Stowarzyszenie Dziennikarzy dla Zdrowia za kampanię edukacyjną „120 minut dla życia – zdążyć sercu na ratunek”
- Studencki Projekt Roku 2011 – wyróżnienie przyznane przez Magazyn Studencki „Dlaczego” dla programu staży „Student on board”

### Działalność edukacyjna
Firma angażuje się w liczne inicjatywy, mające na celu budowanie świadomości społeczeństwa w zakresie profilaktyki i leczenia chorób, m.in.:
- "Nie sam na SM" - kampania edukacyjna podkreślająca rolę relacji społecznych w życiu osób ze stwardnieniem rozsianym[12],
- „Zrozumieć AZS” - ogólnopolska kampania społeczna poświęcona Atopowemu Zapaleniu Skóry (AZS). Celem kampanii jest zmiana percepcji społecznej dotyczącej AZS i zwrócenie uwagi na problemy, z jakimi każdego dnia muszą mierzyć się pacjenci cierpiący na tę chorobę,
- „Rak UV” - ogólnopolska kampania edukacyjna poświęcona niebarwnikowemu nowotworowi złośliwemu skóry, rakowi kolczystokomórkowemu skóry (cSCC – cutaneous squamous cell carcinoma cancer), której celem jest edukacja i budowa świadomości społecznej na temat raka kolczystokomórkowego skóry, czynników ryzyka oraz możliwych form profilaktyki, szczególnie w grupach wysokiego ryzyka zachorowania,
- „Student on Board” – program staży uruchomiony w 2010 roku, przeznaczony dla studentów ostatnich lat studiów oraz absolwentów, umożliwiający zdobycie doświadczenia zawodowego i ułatwiający im wejście na rynek pracy – wielokrotnie nagradzany,
- "Bądź lepszy w łóżku" - kampania edukacyjna informująca o sposobach radzenia sobie z zaburzeniami snu realizowana w ramach obchodów Światowego Dnia Snu[13];
- "Porozmawiajmy, Mamo" - ogólnopolski projekt edukacyjny, którego celem jest przekazanie mamom pomocnych narzędzi i nauczenie ich, jak bez skrępowania rozmawiać z córką o dojrzewaniu, nie tylko w kontekście nadchodzących zmian fizjologicznych, ale też zmian związanych z psychiką i emocjami dojrzewającej kobiety[14],
- 7 marca 2017 roku podpisano list intencyjny o współpracy między Sanofi i Uniwersytetem Rzeszowskim[15], dotyczący podjęcia formalnej współpracy w celu podniesienia efektywności działań prowadzonych w obszarach naukowym, dydaktycznym, edukacyjnym oraz promocyjnym. Współpraca będzie obejmowała między innymi wykorzystywanie potencjału Zakładu Produkcji Sanofi w celach dydaktycznych, działalności promocyjnej oraz komercjalizacji badań naukowych,
- „Szczęśliwa wątroba, szczęśliwy Ty” – kampania edukacyjna dotycząca zwiększenia świadomości roli wątroby w organizmie,
- „Gaucher z krwi i kości” – kampania informacyjna Sanofi Genzyme, której celem jest budowanie społecznej świadomość na temat choroby Gauchera, a także wsparcie pacjentów ze Stowarzyszenie Rodzin z Chorobą Gauchera,
- „Nasz Everest” – kampania budująca świadomość na temat chorób rzadkich, w tym choroby Pompego; jej diagnostyki i leczenia,
- „Atopowi Bohaterowie” – celem kampanii jest zwrócenie uwagi na ograniczenia towarzyszące na co dzień dzieciom z atopowym zapaleniem skóry (AZS), podkreślenie psychosomatycznego aspektu choroby i konieczności budowania poczucia własnej wartości atopików,
- „PS mam SM” – projekt wspierający i motywujący osoby, u których zdiagnozowano stwardnienie rozsiane (SM), do innego spojrzenia na SM i podążanie za pasją,
- „Motyle pod ochroną” – kampania edukacyjna skierowana do osób zmagających się z rakiem tarczycy,
- „Jak nie być jedną nogą w grobie” – kampania popularyzująca wiedzę na temat żylnej choroby zakrzepowo-zatorowej, organizowana we współpracy z Fundacjami Mito i Thrombosis (2014),
- „Gdzie jest Fabry?”– kampania społeczna na rzecz podnoszenia wiedzy o chorobie Fabry’ego,
- „Nadzieja, mamy ją w genach” – kampania edukacyjna w obszarze chorób rzadkich,
- „Leczyć po ludzku” – sponsor główny ogólnopolskiej kampanii edukacyjnej, prowadzonej przez Gazetę Wyborczą (2010–2012) oraz partner Wielkiej Encyklopedii Medycznej (2011),
- Współpraca z Fundacją AKOGO? – organizacja aukcji charytatywnej na rzecz Kliniki Budzik oraz wsparcie w zakresie otwarcia kliniki (2012),
- „Prostata na lata” – kampania edukacyjna na temat profilaktyki i leczenia raka prostaty (2011–2013),
- Festiwal „E(x)plory” –  dla uczniów i studentów pasjonujących się nauką,
- „Zentiva – zmieniamy przyzwyczajenia” – program edukacyjny dla pacjentów (2008–2013),
- „Dni dobrych nawyków” – organizator bezpłatnych konsultacji medycznych w zakresie kardiologii, urologii, gastrologii i zaburzeń metabolizmu,
- „SM – walcz o siebie” – kampania edukacyjna na temat stwardnienia rozsianego,
- „Świat w dłoniach” – kampania edukacyjna w obszarze RZS,
- „120 minut dla życia” – kampania edukacyjna w obszarze chorób kardiologicznych,
- „HbA1c – kontrola cukrzycy na dobrym poziomie” – kampania edukacyjna w obszarze diabetologii,
- Festiwal Nauki oraz Festiwal Nauki Małego Człowieka (2008–2011) – sponsor wydarzenia,
- Piknik Naukowy Polskiego Radia (2008–2011) – organizacja „Akademii Wiedzy Sanofi-Aventis”.